# Сангуинетто
Сангуинетто (Сангвинетто; итал. Sanguinetto) — коммуна в Италии, располагается в провинции Верона области Венеция.
Население составляет 3988 человек, плотность населения составляет 307 чел./км². Занимает площадь 13,63 км². Почтовый индекс — 37058. Телефонный код — 0442.
Покровителем коммуны почитается Святой Георгий. Праздник ежегодно празднуется 24 апреля.